# Neotetranychus decorus
Neotetranychus decorus är en spindeldjursart som beskrevs av Meyer och Bolland 1984. Neotetranychus decorus ingår i släktet Neotetranychus och familjen Tetranychidae. Inga underarter finns listade i Catalogue of Life.